# マープタープット工業港
座標: 北緯12度39分56秒 東経101度08分01秒 / 北緯12.66556度 東経101.13361度
マープタープット工業港 （マープタープットこうぎょうこう、タイ語:ท่าเรืออุตสาหกรรมมาบตาพุด、英語：Map Ta Phut Industrial Port) は、タイ王国タイ中部の東部ラヨーン県ムアンラヨーン郡にあるタイ王国の港湾。タイ工業団地公社が管理。「マープタープット港」「マプタプット港」と記載されることもある。大型貨物船の接岸可能な国際工業港である。
タイ東部臨海開発計画の一環である「工業港開発計画」によって計画され、海外経済協力基金からの円借款により建設された。1989年から建設が始まり、1992年に開港。港には税関支局、入国管理支局、検疫所、保税蔵置場事務所等、各種輸出入手続きに必要な政府機関の事務所が設置されている。総敷地面積235.2ha。 また、同港にはマープタープット工業団地が隣接している。

## 運営事務所所在地
マープタープット工業港　ターミナル運営部
- ラヨーン県 ムアンラヨーン郡 タムボン･マープタープット アイ・ヌン通り　1

（ท่าเรืออุตสาหกรรมมาบตาพุด กองปฏิบัติการท่าเรือ 1 ถนน ไอ – หนึ่ง ตำบลมาบตาพุด อำเภอเมือง จังหวัดระยอง 21150） 
- - バンコクの南東185km
  - マープタープット工業団地に隣接

## ターミナル
同港にはコンテナ船をはじめバルク船、タンカー船用の設備がある。ターミナルは、公共ターミナルと専用ターミナルの二つに大きく区分されている。
- 公共ターミナル (Public Terminal:PT)-このターミナルには使用者数の制限がない。
  - 一般係留施設 (General Cargo Berth)‐1バース（全長330ｍ以下、水深12.5ｍ以下）　全長200ｍ以下、水深11.9ｍ以下の船舶が入港可。4,000平方メートルの倉庫と、75,000平方メートルのコンテナヤードを備える。
  - 液状貨物船係留施設 (Liquid Cargo Berth) ‐2バース
- 専用ターミナル (Dedicated Terminal：DT)-特定業者によって利用・運営されている専用のターミナル。
  - 第1埋立地

1. RBTターミナル
2. NFCターミナル
3. MTTターミナル
4. Glow SPP3ターミナル
5. RRCターミナル
6. SPRCターミナル

- - 第2埋立地

1. BLCPターミナル
2. PTT LNGターミナル （2011年設置予定）

## 鉄道貨物輸送
マープタープット工業港地区へは、1995年8月19日にタイ国鉄東線サッタヒープ支線カオチーチャン駅から分岐する貨物線が開通し、終点の工業団地内にマープタープット貨物駅が設置されている。